# 安东尼奥斯·帕帕康斯坦丁努
安东尼奥斯·帕帕康斯坦丁努（希臘語：Αντώνης Παπακωνσταντίνου，1999年3月18日—），希腊男子赛艇运动员，2018年世界赛艇锦标赛男子轻量级双人单桨无舵手银牌得主、2022年世界赛艇锦标赛男子轻量级单人双桨银牌得主、2024年夏季奥林匹克运动会男子轻量级双人双桨铜牌得主。